# Токин Смагул
То́кин Смагу́л (каз. Төкеұлы Смағұл) — казахский бий и оратор, правитель Тургайского уезда, участник среднеазиатского восстания против Российской империи.

## Биография
Происходит из рода мерген племени аргын, волостной управитель Шубаланской волости.
В 1905 году Смагул отправился в город Санкт-Петербург за известным российским адвокатом Ф. Плевако с целью освободить Амангельды Иманова из заключения после того как тот встал во главе тургайских казахов в вооружённой борьбе против царской политики. Своей дипломатией им удаётся освободить Амангельды Иманова из заключения.
В годы Первой мировой войны, был издан «июньский указ» царского правительства о привлечении на тыловые работы в прифронтовых районах мужского населения казахских степей в возрасте от 19 до 43 лет включительно. Смагул отказывается принимать этот указ от лица Тургайского уезда. На пути в город Оренбург был захвачен царской жандармерией и заключен в тюрьму, где впоследствии и умер на руках у жандармерии.
Его останки были похоронены на старом мусульманском кладбище в Оренбурге.
Потомки Смагула проживают в Амангельдинском и Наурзумском районах Костанайской области.